# Johann Caspar Simon
Johann Caspar Simon (* 10. Januar 1701 in Floh bei Schmalkalden in Thüringen; † 22. November 1776 in Leipzig) war ein deutscher Komponist, Organist, Musikdirektor, Lehrer und Kaufmann des späten Barock.

## Leben und Wirken
Über die Jugendzeit und frühe Ausbildung von Johann Caspar Simon sind keine Informationen überliefert. Er studierte ab 1723 an der Universität Jena; in dieser Zeit könnte er nach Ansicht von Musikhistorikern ein Schüler von Johann Nicolaus Bach gewesen sein, einem Vetter von Johann Sebastian Bach. Simon übernahm im Jahr 1727 an der Stadtkirche in Langenburg (Württemberg) die Stelle eines Geistlichen und director musices, außerdem war er dort als praeceptor (Lehrer an der Lateinschule) tätig. Schon vier Jahre später, im August 1731, wechselte er als evangelischer Musikdirektor an die St. Georgskirche in Nördlingen. Hier entfaltete er eine rege Tätigkeit als Komponist und wurde außerdem im Jahr 1743 praeceptor an der dortigen Lateinschule. Nachdem er im Jahr 1750 von seinem verstorbenen Schwager in Leipzig dessen Tuchhandlung geerbt hatte, verließ Simon seine Nördlinger musikalischen Aktivitäten, baute sich hier als Kaufmann eine neue Existenz auf, widmete sich seiner zweiten Laufbahn und erreichte den Rang eines Commerzienraths.

## Bedeutung
In dem dritten Kantatenjahrgang der St.-Georgs-Kirche in Nördlingen, der ursprünglich 168 Stücke umfasste, befindet sich eine Reihe von Kompositionen Simons. Darüber hinaus stammt aus dieser Kirche ein Choralbuch, das 147 Choralsätze von Simon umfasst; diese dienten nachweislich zur Begleitung des Gemeindegesangs. Der Komponist ließ auch in seiner Leipziger Zeit wesentliche Teile seiner Werke für Tasteninstrumente im Druck erscheinen, wozu ihm die finanziellen Mittel als Kaufmann zur Verfügung standen. Seine Werke waren aber auch als Abschriften verbreitet. Dass sich sogar in der Musikaliensammlung der Hofkapelle Rudolstadt eine Sinfonia befindet, deutet darauf hin, dass er als Komponist zu seiner Zeit nicht unbedeutend war.

## Werke (summarisch)
- Vier Kantaten-Jahrgänge: 1732 (verschollen); 1734 (verschollen); 1737/38/39 (hiervon 89 Werke erhalten); 1749/50 (unvollständig, nur begonnen)
- Musik für Tasteninstrumente, hier insbesondere das Nördlinger Choralbuch (1743–1750)
- Präludien, Fugen und Choralbearbeitungen, erschienen bei Lotter, Augsburg 1750/51
- Gemüths Vergnügende Musicalische Neben-Stunden, Augsburg 1750 und 1752
- Musicalisches A. B. C. in kleinen und leichten Fughetten, Augsburg 1754
- Leichte Praeludia und Fugen für Orgel, Augsburg 1754
- Erster Versuch einiger variiert- und fugierten Choräle, bei Haffner, Nürnberg 1755
- Sinfonien, Partiten und Sonaten
- Gebrauchsmusiken, darunter Hochzeits- und Trauermusiken, ›lateinische Stücke‹, Actu Oratorio (verschollen).